# Schönbrunn im Steigerwald
Schönbrunn im Steigerwald este o comună aflată în districtul Bamberg, landul Bavaria, Germania.